# Ouled Aouf
Ouled Aouf (în arabă أولاد عوف) este o comună din provincia Batna, Algeria.
Populația comunei este de 1.724 de locuitori (2008).